# Korean Movie Database
Il Korean Movie Database, (한국영화 데이터베이스?, 韓國映畵?, Han'guk yeonghwa deiteo baiseuLR, Hankuk yŏnghwa teitŏ paisǔMR) noto anche con la sigla KMDb, è un database online di informazioni su tutto ciò che riguarda il cinema e la televisione coreani: film (lungometraggi), attori, registi, personale di produzione e membri di crew.
Il KMDb è stato lanciato a febbraio 2006 dal Korean Film Archive, modellato sull'esempio del più famoso e internazionale Internet Movie Database, sebbene totalmente pubblico.